# Salvatore Cutelli
Salvatore Cutelli (Chiaramonte Gulfi, 1894 – Bussi, 14 dicembre 1943) è stato un partigiano e militare italiano, medaglia d'oro al valor militare.

## Biografia
Cutelli aveva partecipato alla prima guerra mondiale come ufficiale di fanteria.
Nel 1935 era stato richiamato e mandato in Africa orientale dove, col grado di capitano, ebbe il comando di una batteria della 30ª Divisione fanteria "Sabauda". Maggiore del 58º Reggimento artiglieria della Brigata meccanizzata "Legnano", l'8 settembre 1943 si trovava nella zona di Chieti. Nella confusione seguita all'armistizio, Cutelli si preoccupò che le armi e le munizioni del suo reparto non cadessero in mano ai tedeschi. Con militari e civili organizzò una formazione partigiana che per tre mesi si oppose agli occupanti.
Catturato con alcuni suoi uomini, sembra per una delazione, Cutelli fu processato e fucilato con i suoi compagni di lotta.